# Edward Manukian
Edward Manukian, (orm. Էդվարդ Մանուկյան; ur. 1981 w Armawirze) – ormiański kompozytor muzyki poważnej.

## Ważniejsze kompozycje
- 2004 - Koncert fortepianowy
- 2005 - Suita taneczna na orkiestrę
- 2006 – symfonie